# 聖弗朗西斯科 (委內瑞拉)
聖弗朗西斯科（西班牙語：San Francisco），是委內瑞拉的城鎮，位於該國西北部蘇利亞州，是聖弗朗西斯科市的首府，始建於1806年，面積16.71平方公里，主要經濟活動是貿易業和漁業。